# کعب بن اشرف
کَعْب بن اَشرف از بزرگان و ثروتمندان یهود و از مخالفان محمد در مدینه. پدرش از اعراب بنی‌نَبهان، تیره‌ای از قبیلهٔ طَیِّیء، و مادرش عَقیله، دختر سلام بن ابوحُقَیق (از بزرگان بنی‌نَضیر) بود.
کعب اشعار توهین‌آمیزی در وصف زنان مسلمان سرود. او محمد و یارانش را نیز هجو می‌کرد و با سخنان خود به آنان آزار می‌رساند و دیگران را علیه آنان تحریک می‌کرد.
به نظر می‌رسد کعب‌بن اشرف، علاوه بر فعالیتهای تبلیغاتی بر ضد مسلمانان، مخالف فعالیتهای اقتصادی و تجاری آنان نیز بوده است. به هنگام برپایی بازار مسلمانان در محله بقیع‌الزُبیر مدینه، کعب طنابهای بازار مسلمانان را برید. ازاین‌رو، به دستور محمد، مکان بازار را به جایی نزدیک مسجدالنبی منتقل کردند. چون کعب از آزار محمد و یارانش دست‌بردار نبود، محمد از مسلمانان خواست تا به شر و آزار وی پایان دهند. محمدبن مَسلَمه برای این کار اعلام آمادگی نمود و به دستور محمد، با سعدبن مُعاذ در این باره مشورت کرد. پس از آن، چند تن از اَوْس با وی همراه شدند که از آن جمله عبّادبن بِشر، ابونائله سِلکان‌بن سَلامه برادر رضاعی کعب، حارث‌بن اوس و ابوعَیْس بن جَبر بودند و محمد به آنان اجازهٔ قتل کعب را داد. کعب‌بن اشرف در خارج از حصن خود، در حوالی شِعْب‌العَجوز، در بیرون مدینه، به شکل غافلگیرانه‌ای کشته شد.
تاریخ قتل او را شب چهاردهم ماه ربیع‌الاول، سوّمین سال هجری ذکر کرده‌اند. پس از آنکه محمد خبر قتل کعب را می‌شنود برای قاتلان آرزوی شادی می‌کند و از خداوند شکرگزاری می‌نماید.